# Góry Meseș
Góry Meseș (542.42; węg. Meszes-hegység, rum. Munții Meseșului) – pasmo górskie w Karpatach, na granicy Gór Zachodniorumuńskich i Wyżyny Transylwańskiej. Leży w zachodniej Rumunii (w Siedmiogrodzie). 
Pasmo gór Meseş odgałęzia się od północnego skraju Masywu Biharu w kierunku północnego wschodu. Na zachodzie opada w rozległą kotlinę Șimleu, na wschodzie – w Wyżynę Samoszu, fragment Wyżyny Transylwańskiej. Od Masywu Biharu dzieli je górny odcinek doliny Szybkiego Kereszu. Najwyższy szczyt – Măgura Priei, 997 m n.p.m., na południowym skraju pasma. 
Góry Meseș są zbudowane ze skał krystalicznych i paleogeńskiego fliszu. 